# Lea Einfalt
Lea Einfalt est une fondeuse slovène, née le 19 mai 1994 à Ljubljana, s'étant reconvertie dans le biathlon.

## Biographie
Licenciée au TSK Triglav Kranj, elle prend part aux courses de la FIS depuis 2010.
Au Festival olympique de la jeunesse européenne 2011, elle est médaillée d'argent au cinq kilomètres libre.
Aux Jeux olympiques de la jeunesse d'hiver 2012, elle est médaillée de bronze au cinq kilomètres classique. Dans la foulée, elle remporte deux médailles aux Championnats du monde junior, l'argent au skiathlon et le bronze au relais.
En 2013, elle participe à ses premiers Championnats du monde senior puis dispute sa première épreuve de Coupe du monde en décembre à Davos, localité où elle marque ses premiers points un an plus tard avec une 20e place sur le dix kilomètres libre.
Elle boucle ensuite le Tour de ski 2014-2015 à la 22e place avec notamment une onzième place sur l'étape de l'Alpe Cermis. Elle est vice-championne des moins de 23 ans en 2016 sur le dix kilomètres libre.
Pour la saison 2018-2019, elle fait ses débuts internationaux en biathlon, prenant part à la Coupe du monde. Lors de ses deuxièmes championnats du monde, en 2020, elle marque ses premiers points pour la Coupe du monde avec une 29e place sur le sprint.

## Palmarès en ski de fond
| Épreuve / Édition           | Sprint                           | Sprint                           | 10 km                            | 10 km                            | Poursuite 2 × 7.5 km | 30 km libre | Relais | Relais   |
| Épreuve / Édition           | libre                            | classique                        | libre                            | classique                        | Poursuite 2 × 7.5 km | 30 km libre | Sprint | 4 × 5 km |
| Mondiaux 2013 Val di Fiemme | Épreuve inexistante à cette date | —                                | 62e                              | Épreuve inexistante à cette date | —                    | —           | —      | —        |
| Mondiaux 2015 Falun         | Épreuve inexistante à cette date | —                                | 26e                              | Épreuve inexistante à cette date | 35e                  | —           | —      | 10e      |
| Mondiaux 2017 Lahti         | —                                | Épreuve inexistante à cette date | Épreuve inexistante à cette date | —                                | —                    | —           | —      | 13e      |

- : première place, médaille d'or
- : deuxième place, médaille d'argent
- : troisième place, médaille de bronze
- : pas d'épreuve
- — : Non disputée par Einfalt
- DNF : abandon

### Coupe du monde
- Meilleur classement général : 60e en 2015.
- Meilleur résultat individuel : 11e.

#### Différents classements en Coupe du monde
| Année/Classement | Année/Classement | Général | Général | Distance | Distance | Sprint | Sprint | Tour de ski depuis 2007 | Finales/Ski Tour Canada depuis 2008 | Nordic Opening depuis 2011 |
| ---------------- | ---------------- | ------- | ------- | -------- | -------- | ------ | ------ | ----------------------- | ----------------------------------- | -------------------------- |
| Année/Classement | Année/Classement | Class.  | Points  | Class.   | Points   | Class. | Points | Tour de ski depuis 2007 | Finales/Ski Tour Canada depuis 2008 | Nordic Opening depuis 2011 |
| 2015             | 2015             | 60e     | 77      | 49e      | 41       | -      | -      | 22e                     | Épreuve inexistante à cette date    | 43e                        |
| 2016             | 2016             | 83e     | 16      | 57e      | 16       | -      | -      | 34e                     | —                                   | 53e                        |
| 2017             | 2017             | -       | -       | -        | -        | -      | -      | Abandon                 | —                                   | Abandon                    |
| 2018             | 2018             | -       | -       | -        | -        | -      | -      | -                       | —                                   | 71e                        |

### Championnats du monde des moins de 23 ans
- Rasnov 2016 :
  -  Médaille d'argent au dix kilomètres libre.

### Championnats du monde junior
- Erzurum 2012 :
  -  Médaille d'argent au skiathlon.
  -  Médaille de bronze au relais.

### Jeux olympiques de la jeunesse
- Innsbruck 2012 :
  -  Médaille de bronze au cinq kilomètres classique.

### Festival olympique de la jeunesse européenne
- Liberec 2011 :
  -  Médaille d'argent au cinq kilomètres libre.

## Palmarès en biathlon

### Championnats du monde
| Édition / Épreuve       | Individuel | Sprint | Poursuite | Mass start | Relais | Relais mixte | Relais mixte simple |
| ----------------------- | ---------- | ------ | --------- | ---------- | ------ | ------------ | ------------------- |
| Östersund 2019          | 91e        | 69e    | —         | —          | 23e    | 25e          | —                   |
| Antholz-Anterselva 2020 | 81e        | 29e    | 38e       | —          | 19e    | 23e          | —                   |
| Pokljuka 2021           | 82e        | 87e    | —         | —          | 19e    | —            | —                   |

Légende :
- — : non disputée par Einfalt

### Coupe du monde
- Meilleur classement général : 75e en 2020.
- Meilleur résultat individuel : 29e.

#### Classements en Coupe du monde
| Saison    | Individuel | Individuel | Sprint | Sprint   | Poursuite | Poursuite | Mass start | Mass start | Général | Général  |
| Saison    | Points     | Position   | Points | Position | Points    | Position  | Points     | Position   | Points  | Position |
| --------- | ---------- | ---------- | ------ | -------- | --------- | --------- | ---------- | ---------- | ------- | -------- |
| 2019-2020 |            | nc         |        | 71e      |           | 72e       |            | nc         |         | 75e      |